# Nope
Nope è un film del 2022 scritto e diretto da Jordan Peele.
Terza pellicola del regista statunitense, si tratta del primo film del genere horror ad essere stato girato con cineprese IMAX.

## Trama
(Versetto biblico con cui si aprono i titoli di testa)
1998. Sul set della sitcom Gordy's Home, Gordy, lo scimpanzé protagonista (chiaramente ispirato a Travis), spaventato dallo scoppio di un palloncino, aggredisce e uccide alcuni co-protagonisti per poi dirigersi verso l'attore più giovane dello show, Ricky "Jupe" Park, che si è nascosto sotto un tavolo, e tendergli amichevolmente la mano per un saluto pugno contro pugno, prima di venir ucciso dalle autorità. Jupe riesce quindi ad uscire illeso, anche se pesantemente traumatizzato, dall'esperienza.

Animazione di Sallie Gardner at a Gallop, serie di fotografie a cui si fa riferimento nel film

Agua Dulce, California, presente. Quando Otis Haywood Sr., che ha un ranch in cui alleva e addestra cavalli per produzioni cinematografiche e televisive (sostenendo che il fantino senza nome immortalato nella serie di fotografie Sallie Gardner at a Gallop di Eadweard Muybridge sia un suo antenato), muore colpito da una moneta cadutagli dal cielo in un occhio, i suoi figli, Otis "O.J." Haywood Jr. ed Emerald "Em" Haywood, cercano di mantenere l'attività paterna a galla; sei mesi più tardi tuttavia il cavallo Lucky, spaventato da un membro della troupe di uno spot pubblicitario, reagisce violentemente, facendo licenziare gli Haywood; O.J. è quindi costretto a vendere Lucky a Jupe, divenuto direttore di un parco a tema western lì vicino, Jupiter's Claim, che si offre di comprare il ranch degli Haywood.
Quella stessa notte, durante un blackout, i cavalli reagiscono violentemente a una presenza sconosciuta nel cielo che O.J., riuscito brevemente a vedere, identifica come un UFO; i fratelli, motivati dal desiderio di ricchezza e di fama, decidono quindi di documentare l’avvistamento e, aiutati da Angel Torres, dipendente della Fry's Electronics, installano delle telecamere di sorveglianza nella loro proprietà. Sebbene le interferenze elettriche causate dal disco volante e una mantide religiosa davanti all'obiettivo impediscono loro di riprendere il disco volante durante la notte, Angel, analizzando i filmati delle videocamere il giorno successivo, nota che una nuvola della valle non cambia mai né forma né posizione; ciò porta il trio a dedurre che si tratti del nascondiglio del disco volante, mentre O.J. inizia a sospettare che l'UFO, a causa dei suoi insoliti movimenti di volo, non sia ciò che sembra. 
Nel frattempo, Jupe, che da mesi dà i cavalli degli Haywood in pasto al disco volante, convinto di non essere stato attaccato da Gordy perché destinato a fare grandi cose, presenta un nuovo spettacolo dal vivo a Jupiter's Claim, nel corso del quale intende usare Lucky come esca per attirare l'UFO e mostrarlo ad un pubblico pagante - tra cui c’è anche Mary Jo Elliott, sua collega rimasta sfigurata da Gordy nel '98. L'UFO, tuttavia, si presenta prima del previsto, e, invece di mangiarsi Lucky, divora Jupe, la sua famiglia, il suo staff e tutto il pubblico.
Più tardi O.J., arrivato a Jupiter's Claim per riprendersi Lucky, sopravvive per un soffio ad un attacco dell'astronave, scoprendo così che il disco volante in realtà è una creatura viva ed altamente territoriale che divora esseri viventi, per poi sputare la materia inorganica che non riesce a digerire (cosa che ha causato la caduta della moneta dal cielo e la conseguente morte di Otis Sr.). Dopo che l'alieno ha ricoperto la casa degli Haywood con i detriti e i resti rigurgitati della folla di Jupiter's Claim, O.J. si rende conto che l’essere attacca solo coloro che lo guardano direttamente e, dopo aver battezzato la creatura "Jean Jacket", decide di influenzarne il comportamento e riprenderlo senza essere ucciso con l’aiuto del famoso direttore della fotografia Antlers Holst (il quale aveva inizialmente rifiutato, salvo poi ripensarci dopo aver appreso dell'incidente di Jupiter's Claim). 
Mentre Em ed Angel posizionano dispositivi elettronici per tutto il perimetro del ranch, così da rilevarne la posizione col malfunzionamento, e Holst, per aggirare gli sbalzi di corrente causati dalla creatura, usa una cinepresa a manovella per registrare, O.J., in groppa a Lucky, stana Jean Jacket e, sebbene un giornalista di TMZ si intrufoli nel campo e venga divorato dalla creatura, riesce a farlo apparire in modo chiaro. Holst riesce a riprendere Jean Jacket ma, convinto di poter ottenere riprese migliori, lascia la sua posizione e finisce mangiato dal predatore insieme alla sua telecamera, rovinando il piano e costringendo gli altri a fuggire. 
Poco dopo, mentre Angel sopravvive a un attacco di Jean Jacket, che ha assunto la forma di una gigantesca medusa, O.J., al fine di salvare Em, sale su Lucky e, fissando la creatura, attira la sua attenzione, permettendo così alla sorella di arrivare sana e salva al Jupiter's Claim. Lì, la ragazza adesca Jean Jacket con un grande pallone a elio a forma di cowboy che la creatura mangia mentre lei sfrutta un'attrazione per scattargli delle foto. Nello stomaco della creatura il pallone scoppia provocandone l'esplosione e l'apparente morte. 
Mentre i giornalisti si accalcano fuori da Jupiter's Claim, Em, con la foto che prova dell'esistenza della creatura, vede O.J. e Lucky fuori dal parco sopravvissuti al confronto con Jean Jacket.

## Produzione

### Sviluppo
Il 1º ottobre 2019, la Universal Pictures ha annunciato di aver siglato un contratto di produzione esclusiva della durata di 5 anni con il regista Jordan Peele. Il film, allora senza titolo, è stato annunciato ufficialmente il 9 novembre 2020, con Peele disposto a scriverlo, dirigerlo e produrlo parzialmente, dichiarando successivamente in un'intervista concessa a GQ:
 Peele ha citato pubblicamente la saga di King Kong e Jurassic Park, film sulla dipendenza dell'umanità per lo spettacolo, oltre a Incontri ravvicinati del terzo tipo, Signs e Il mago di Oz come influenze della sceneggiatura.
Peele originariamente aveva scritto il personaggio di Angel Torres come un personaggio stereotipato, fino a quando Brandon Perea non fu scelto per il ruolo, che voleva invece espanderlo e renderlo più profondo.
Nel febbraio 2021, è stato riferito che Keke Palmer e Daniel Kaluuya, a cui sin dall'inizio Jordan Peele aveva pensato per il ruolo di OJ, si erano uniti al cast come protagonisti, mentre a marzo dello stesso anno, anche Steven Yeun è stato aggiunto al progetto.

### Riprese

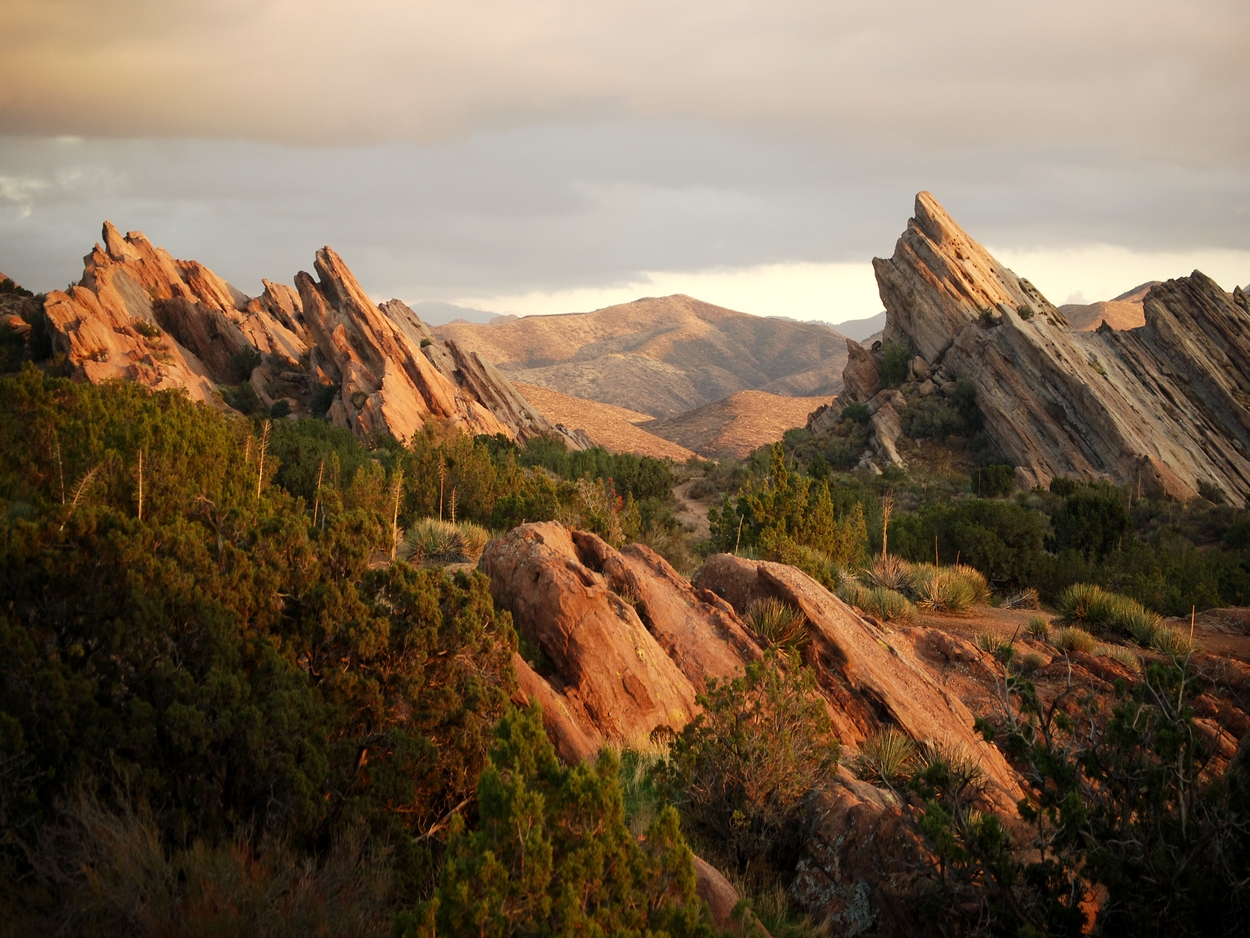
Le cime di Agua Dulce, zona in cui si è svolta parte delle riprese

Le riprese sono iniziate nel giugno del 2021 fra Los Angeles e altre località della California, tra cui Agua Dulce. Queste sono state concluse nel novembre dello stesso anno.

## Colonna sonora
La colonna sonora del film è stata composta da Michael Abels, che ha già lavorato con Jordan Peele in Scappa - Get Out e Noi.
Lavorando con il sound designer del film Johnnie Burn, Abels ha ritenuto che l'uso del silenzio avesse un ruolo importante nella colonna sonora del film, dichiarando:
 L'album comprendente soundtrack, è stato pubblicato contestualmente al lancio del film.

## Promozione
Nel luglio 2021 Peele ne ha rivelato il titolo e ha condiviso il primo poster promozionale. Il primo trailer ufficiale è stato pubblicato nel febbraio 2022 e presentato in anteprima durante il Super Bowl LVI.

## Distribuzione
Nope è stato distribuito nelle sale cinematografiche statunitensi a partire dal 22 luglio 2022, mentre in Italia il film ha raggiunto le sale il successivo 11 agosto.

## Accoglienza

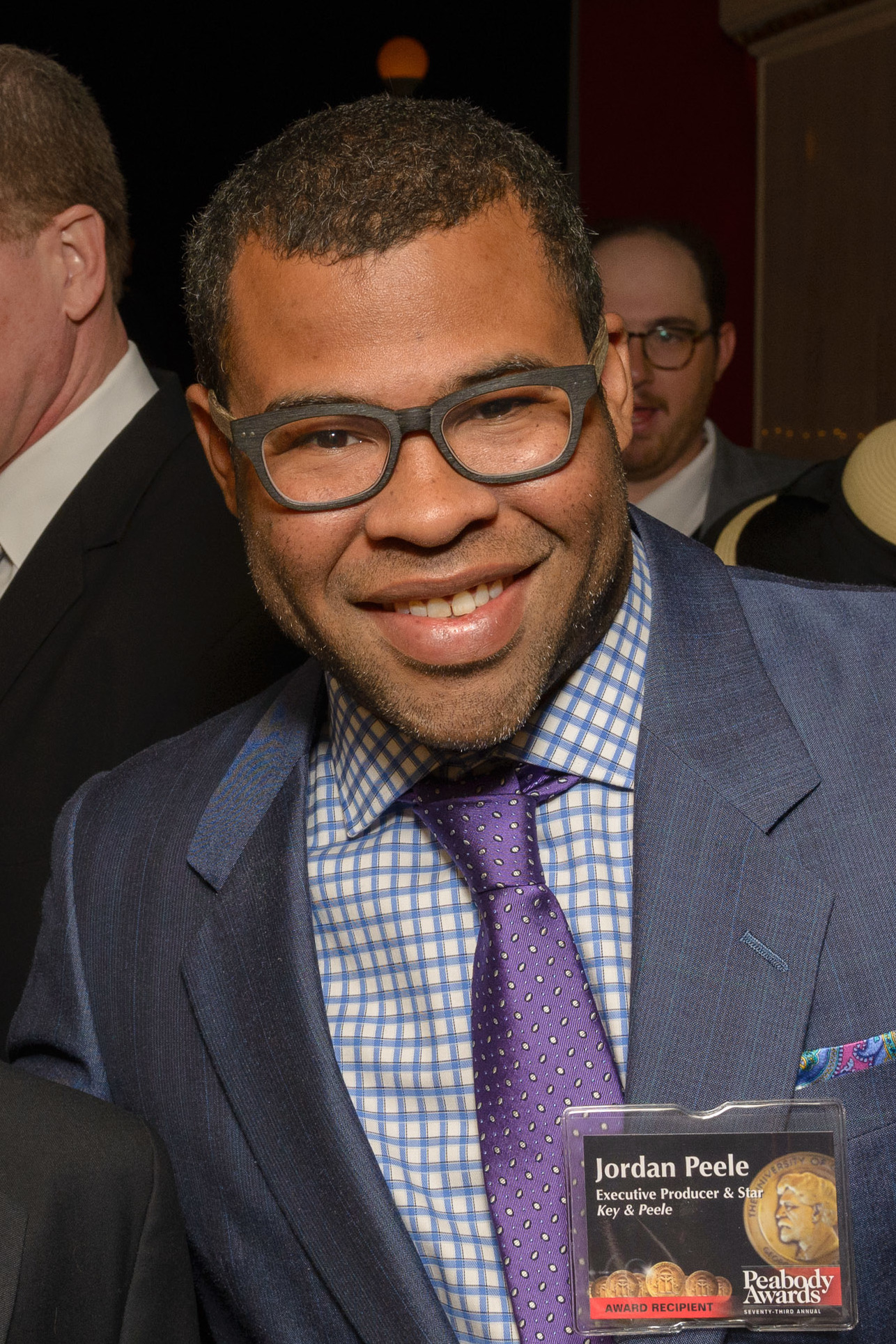
Il regista Jordan Peele ha ricevuto il plauso da parte della critica e del pubblico

### Incassi
Nope ha incassato $123,3 milioni in Nord America e $48,7 milioni nel resto del mondo, per un totale complessivo di $172 milioni, di fronte ad un budget di circa 68 milioni.

### Critica
Nope sul sito web Rotten Tomatoes riceve l'83% delle recensioni professionali positive, con un voto medio di 7,5 su 10, basato su 471 critiche; il consenso critico del portale recita: «Ammirabile per la sua originalità e ambizione anche quando essa supera la sua portata, Nope aggiunge lo spettacolo spielbergiano al crescente arsenale di Jordan Peele.»
Su Metacritic ha invece ottenuto un punteggio di 77 su 100, basato su 64 critiche; mentre il pubblico intervistato da CinemaScore ha assegnato al film un voto medio di B su una scala da A+ a F, lo stesso punteggio ottenuto dal precedente film di Jordan Peele Noi.
Anthony Oliver Scott del New York Times ha elogiato il film, soffermandosi nella sua disamina sulla «suspense gestita in modo impeccabile, battute taglienti e un'atmosfera seducente e snervante a tutto tondo», osservando che «sebbene questo film possa essere giustamente descritto come spielbergiano, accende un enfatico ed esplicito ridimensionamento del tropo visivo più caratteristico di Spielberg: lo sguardo sbalordito verso l'alto». Anche Richard Roeper del Chicago Sun-Times ha apprezzato la terza fatica di Peele, assegnandogli un punteggio pieno di 4 stelle su 4, definendolo «esilarante e pieno di personaggi memorabili», nonché «un classico esempio di film audace e originale che paga omaggio a un flusso apparentemente infinito di grandi film e che, tuttavia, è più della somma delle sue parti».
Odie Henderson, scrivendo per RogerEbert.com, ha invece assegnato al film 3 stelle e mezzo su 4, elogiando il sonoro del film e definendolo «sicuramente il film più inquietante di Jordan Peele finora!» e descrivendo lo stesso regista «ancora un maestro della regia 'sbagliata'».
Su The Atlantic, David Sims ha scritto che «Nope è sfumato con l'acida satira che ha soffuso i due film precedenti [di Peele], perché il modo più semplice per elaborare l'horror in questi tempi è trasformarlo in un intrattenimento mozzafiato!». Tra gli altri, Michael Shindler dell'American Spectator ha definito il personaggio di Antlers Holst come una «gentile caricatura» di Werner Herzog, evidenziandone il piacevole contrasto con gli eroi tradizionali, e ha notato come Jordan Peele «resiste alla tentazione di storpiare la trama e renderla soltanto un banale gioco di moralità», interpretando invece «la storia in modo diretto», seguendo la scia di Starship Troopers - Fanteria dello spazio di Paul Verhoeven.
Per il blog SlashFilm, Chris Evangelista ha segnalato che «Nope forse non è il miglior film di Jordan Peele fino ad oggi, ma è sicuramente il suo più divertente! Un vero spettacolo cinematografico estivo pensato per essere scritto in grande stile sullo schermo, regalandoci brividi, tensione, risate e che la cosa più preziosa: la magia del cinema!». Anche IndieWire ha elogiato il film, spiegando che «non fa male che l'ultimo film di Peele vanti alcuni dei più ispirati design da quando H. R. Giger ha abbandonato il genere, o che gli occhi di Kaluuya rimangano alcuni degli occhi più inquietanti di Hollywood».
Sul Vanity Fair statunitense, l'attore e critico Richard Lawson è stato confuso riguardo a Nope, dichiarandone a proposito che «il film sbanda e vacilla, spesso sembra distratto, è incapace di concentrarsi su qualsiasi cosa abbastanza a lungo affinché un significato, o sentimento, più profondo si unisca». Infine, Peter Bradshaw del Guardian ha assegnato a Nope soltanto 2 stelle su 5, scrivendone al riguardo che «c'è qualcosa di coagulato e pesante in questo film, con purtroppo non abbastanza dell'umorismo per il quale Peele è stato giustamente celebrato nei suoi giorni in doppio atto con Keegan-Michael Key.» 

## Riconoscimenti
- 2022 – Saturn Award[35]
  - Miglior film di fantascienza a Jordan Peele
  - Candidatura alla miglior attrice a Keke Palmer
  - Candidatura al miglior attore a Daniel Kaluuya
  - Candidatura alla miglior regia a Jordan Peele
  - Candidatura alla migliore sceneggiatura a Jordan Peele
  - Candidatura al miglior montaggio a Nicholas Monsour
  - Candidatura alla migliore colonna sonora a Michael Abels
- 2022 – Hollywood Film Awards[36]
  - Miglior film a Jordan Peele